# Vítor Amadeu II, Príncipe de Carignano
Vítor Amadeu de Saboia (31 de Outubro de 1743 - 10 de Setembro de 1780) foi um membro da Casa de Saboia e Príncipe de Carignano. Era irmão da princesa de Lamballe, que foi assassinada durante a Revolução Francesa, e avô do rei Carlos Alberto da Sardenha.

## Biografia
Nascido em Turim, filho de Luís Vítor, Príncipe de Carignano e de sua esposa, a condessa Cristina de Hesse-Rotemburgo. Como descendente em linha masculina do duque de Saboia, recebeu o título de príncipe de Saboia quando nasceu. Recebeu o nome em honra do seu primo, o rei Vítor Amadeu III da Sardenha. Quando o seu pai morreu, Vítor Amadeu sucedeu-o com o título de Príncipe de Carignano. Na expectativa de alcançar a glória militar, o seu parente com o mesmo nome deu-lhe a posição de tenente general no Exército da Sardenha. A sua carreira foi interrompida pela sua morte precoce.
A 18 de Outubro de 1768, Vítor Amadeu casou-se em Oulx com a princesa Josefina de Lorena, filha de Luís de Lorena, Príncipe de Brionne e da sua esposa, Luise de Rohan. O casal teve apenas um filho, Carlos Emanuel, Príncipe de Carignano, que sucedeu a Vítor Amadeu em 1780. Em 1786, o corpo de Vítor Amadeu foi transladado para a Basílica de Superga, nos arredores de Turim. O atual príncipe de Nápoles é seu descendente direto.

## Descendência
- Carlos Emanuel, Príncipe de Carignano (24 de Outubro de 1770 – 16 de Agosto de 1800), casado com a princesa Maria Cristina da Saxônia; com descendência.

## Genealogia
| Vítor Amadeu II, Príncipe de Carignano | Pai: Luís Vítor, Príncipe de Carignano | Avô paterno: Vítor Amadeu I, Príncipe de Carignano | Bisavô paterno: Emanuel Felisberto, Príncipe de Carignano                     |
| Vítor Amadeu II, Príncipe de Carignano | Pai: Luís Vítor, Príncipe de Carignano | Avô paterno: Vítor Amadeu I, Príncipe de Carignano | Bisavó paterna: Maria Ângela Catarina d'Este                                  |
| Vítor Amadeu II, Príncipe de Carignano | Pai: Luís Vítor, Príncipe de Carignano | Avó paterna: Maria Vitória de Saboia               | Bisavô paterno: Vítor Amadeu II da Sardenha                                   |
| Vítor Amadeu II, Príncipe de Carignano | Pai: Luís Vítor, Príncipe de Carignano | Avó paterna: Maria Vitória de Saboia               | Bisavó paterna: Jeanne Baptiste d'Albert de Luynes                            |
| Vítor Amadeu II, Príncipe de Carignano | Mãe: Cristina de Hesse-Rotemburgo      | Avô materno: Ernesto Leopoldo de Hesse-Rotemburgo  | Bisavô materno: Guilherme de Hesse-Rotemburgo                                 |
| Vítor Amadeu II, Príncipe de Carignano | Mãe: Cristina de Hesse-Rotemburgo      | Avô materno: Ernesto Leopoldo de Hesse-Rotemburgo  | Bisavó materna: Maria Ana de Lowenstein-Wertheim                              |
| Vítor Amadeu II, Príncipe de Carignano | Mãe: Cristina de Hesse-Rotemburgo      | Avó materna: Leonor de Löwenstein-Wertheim         | Bisavô materno: Maximiliano Carlos, Príncipe de Löwenstein-Wertheim-Rochefort |
| Vítor Amadeu II, Príncipe de Carignano | Mãe: Cristina de Hesse-Rotemburgo      | Avó materna: Leonor de Löwenstein-Wertheim         | Bisavó materna: Maria Polyxena Khuen de Lichtenberg                           |